# Serra do Vidual
A Serra do Vidual é uma serra portuguesa situada na freguesia do Cabril, no concelho de Pampilhosa da Serra e Distrito de Coimbra. Atinge a altitude máxima de 1119 metros no vértice geodésico do “Batoreco”, que está aproximadamente a dez quilómetros a nordeste da sede de concelho. Disposta, em geral, no sentido noroeste-sudeste, tem a oeste a Serra da Lousã, da qual se confunde como um prolongamento.